# Thùy Chi
Trần Thùy Chi (sinh ngày 4 tháng 5 năm 1990), thường được biết đến với nghệ danh Thùy Chi, là một nữ ca sĩ người Việt Nam.

## Tiểu sử
Thùy Chi sinh năm 1990 tại Hải Dương, Việt Nam. Cả cha và mẹ của cô đều làm việc trong ngành văn hóa - nghệ thuật ở Hải Dương. Ngay từ khi còn nhỏ, Thùy Chi đã bộc lộ năng khiếu về nghệ thuật và cô cũng được gia đình hướng cho học đàn piano từ năm lên 6 tuổi. Từ năm 9 tuổi, cô bắt đầu lên Hà Nội để học piano tại Nhạc viện Hà Nội. Ngay cả khi bắt đầu nổi tiếng nhờ các ca khúc online, Thùy Chi cũng vẫn dự định sẽ trở thành một giảng viên piano.
Thùy Chi bắt đầu được cộng đồng mạng Việt Nam chú ý tới qua bài hát "Giấc mơ trưa" (do Giáng Son sáng tác) từ năm 2005 dành cho ca sỹ Khánh Linh qua chương trình Bài hát Việt trên VTV3, từ một người bạn tải lên mạng chia sẻ. Cô từng cùng người bạn học Minh Phương giành giải nhất tại cuộc thi Tuổi đời mênh mông do VTV3 tổ chức. Nhóm nhạc TSD Band của Thùy Chi, Minh Phương cũng từng đạt giải đặc biệt trong Cuộc thi ban nhạc học sinh sinh viên toàn quốc năm 2005. Thông qua bản cover Giấc mơ trưa của Khánh Linh, Thuỳ Chi được mệnh danh là "Bản sao Khánh Linh".
Thùy Chi được biết đến nhiều hơn cả vẫn là các ca khúc phát hành không chính thức trên Internet. Cô được khen là một ca sĩ có chất giọng rất tốt: cao vút, ngọt ngào, trong sáng. Thành công trên Internet đã giúp Thùy Chi được chọn tham gia biểu diễn tại chương trình Bài hát Việt năm 2005 của VTV3. Tuy đã bắt đầu được công chúng biết tới và khuyên nên theo nghiệp ca sĩ nhưng Thùy Chi vẫn khẳng định ca hát chỉ là sở thích cá nhân còn cô vẫn muốn trở thành một giáo viên piano do cảm thấy không hợp với sân khấu,hiện nay cô là giảng viên trường Đại học văn hoá nghệ thuật quân đội chuyên ngành piano.
Năm 2020 Thuỳ Chi đầu quân về công ty quản lý của ViruSs và kết hợp cùng Trấn Thành trong một sản phẩm âm nhạc mang tên "Nói chia tay thật khó". Ca khúc do ViruSs sáng tác, đồng thời cũng là sản phẩm âm nhạc đầu tiên của Thuỳ Chi kể từ khi cô đầu quân cho công ty quản lý nghệ sĩ do ViruSs thành lập.

## Giải thưởng
Năm 2008, Thùy Chi nhận được giải ca sĩ được yêu thích nhất trong tháng của chương trình Bài hát Việt với những ca khúc như "Thành thị", "Phố cổ",...
Tại lễ trao giải Làn Sóng Xanh năm 2009, Thùy Chi được nhận giải một trong 10 ca sĩ được yêu thích nhất trong năm.
Năm 2010, Thùy Chi cùng đoàn hợp xướng Việt Nam đã thắng huy chương bạc hợp xướng thế giới và năm 2011, cô đã xuất sắc cùng đoàn Việt Nam giành huy chương vàng hợp xướng quốc tế.
Năm 2013, tại Đức, dàn hợp xướng này đã đạt giải Vàng bảng Dân gian, dàn hợp xướng thiếu nhi của Việt Nam còn giành được hai giải đặc biệt là giải Trình diễn xuất sắc nhất và giải Khán giả yêu thích.
Trong đêm live show Bài hát Việt tháng 12 năm 2013, các nhạc sĩ trong Hội đồng thẩm định quyết định trao giải thưởng Bài hát của tháng cho ca khúc "Phố trong mưa", một sáng tác của nhạc sĩ trẻ Nguyễn Anh Vũ và được Thùy Chi thể hiện.
Tại liveshow Bài hát Việt tháng 9 năm 2014, hội đồng thẩm định đã quyết định trao giải thưởng ca sĩ thể hiện hiệu quả ca khúc "Trong lành những giấc mơ" của tác giả Lan Phạm do Thuỳ Chi thể hiện.
Trong đêm live show Bài hát yêu thích tháng 2 năm 2015, giải thưởng Bài hát yêu thích nhất tháng 1 đã chính thức được trao cho ca khúc "Giữ em đi" của tác giả trẻ Tiên Tiên do ca sĩ Thùy Chi trình diễn.

## Giọng hát
- Loại giọng: Light Lirico Soprano (Nữ cao trữ tình mảnh nhẹ)
- Quãng giọng: C#3 - A5 - D6 (3 quãng tám)
- Supported range (quãng hát hỗ trợ): G3/G#3 - C#5/D5 - E5/F5 (khi dùng Mixvoice hoặc Chesty Mix)

## Danh sách đĩa nhạc

#### Album phòng thu
- Nỗi yêu bé dại (2021)

#### Các ca khúc thu âm
Danh sách này không đầy đủ, bạn cũng có thể giúp mở rộng danh sách.
Dưới đây là danh sách các ca khúc từng được Thùy Chi thể hiện.
| - "1 phút" - "À ơi... Tay mẹ" - "Anh" - "Anh đánh rơi người yêu này" - "Anh sẽ tốt mà" - "Anh sẽ về" - "Anh Mơ" - "Ánh nắng của anh" - "Ánh trăng trẻ thơ" - "Ai khóc nỗi đau này" - "Ave Maria (Schubert)" - "Bài ca tình yêu" - "Ban mai xanh" - "Bao tiền một mớ bình yên" - "Biết yêu" - "Ba kể con nghe" - "Bé tí teo" - "Bèo dạt mây trôi" - "Bình yên là khi trở về" - "Buồn không thể buông" - "Cảm ơn cuộc đời" - "Cần lắm" - "Cây đàn sinh viên" - "Cây vỹ cầm" - "Cha và con gái" - "Chắc có lẽ" - "Chỉ là giấc mơ" - "Chỉ là thoáng qua" - "Chị là chị hai" - "Chiếc ô ngăn đôi" - "Chim ngói bay về" - "Cho con" - "Cho con được thay cha" - "Cho em" - "Chong chóng gió" - "Chờ anh trong cơn mưa" - "Chờ ngày anh nhận ra em" (Mối tình đầu của tôi OST) - "Chuyện" - "Chuyện bây giờ mới kể" - "Chuyện hoa cúc" - "Chưa bao giờ" - "Có ai ở đây không" - "Có bao giờ" - "Có chàng trai viết lên cây" - "Có đôi lần" - "Có khi nào rời xa" - "Cỏ mềm" - "Có nhau trọn đời" - "Con đường hạnh phúc" - "Con đường màu xanh" - "Con thuyền ước mơ" - "Cơn mưa tình yêu" - "Cô bé bán diêm" - "Cô bé mùa đông" - "Cô gái Trung Hoa" - "Cứ ngủ say" | - "Dẫu có lỗi lầm" - "Dịu dàng" - "Dù khóc một dòng sông" - "Dù mưa thôi rơi" - "Dưới ánh đèn sân khấu" - "Dương cầm nhỏ" - "Duyên Mình Lỡ" - "Duyên phận" - "Đánh rơi bên hồ" - "Để dành" - "Để gió cuốn đi" - "Đêm" - "Đêm cô đơn" - "Đêm giao mùa" - "Đêm nay anh ở đâu" - "Đêm nằm mơ phố" - "Đêm nguyện cầu" - "Đom đóm" - "Đốm lửa" - "Đổi hạnh phúc lấy cô đơn" - "Đừng hát khi buồn" - "Em đi trong tươi xanh" - "Em đi giữa biển vàng" - "Em tôi" - "Em và trăng" - "Em yêu anh nhiều lắm" - "Gặp mẹ trong mơ" - "Gặp nhưng không ở lại" - "Giai điệu tình yêu (Mãi yêu mình anh)" - "Giấc mơ bình yên" - "Giọt nắng bên thềm" - "Giấc mơ của con (Khép mắt chờ ngày mai OST)" - "Giấc mơ mang tên mình" - "Giấc mơ trưa" - "Giấc mơ nhẹ nhàng - "Gió bay trên đồi" - "Giọt sương trên mí mắt" - "Giữ em đi" - "Góc tối" - "Hát ru" - "Hè cuối" - Hành Tinh Ánh Sáng - "Hoa nắng bên anh"* - "Hoa cỏ mùa xuân" - "Họa mi hót trong mưa" - "Hoàng hôn" - "Hơn em chỗ nào" - "Hồi ức" - "Jar of Hearts" - "Khẽ" - "Khoảng trời của bé" - "Khoảnh khắc" - "Khúc hát mặt trời" | - "Kỉ niệm mái trường" - "Kỉ niệm thân thương" - "Lạ Lùng" - "Lạc trôi" - "Làng quan họ quê tôi" - "Lặng yên" - "Lon ton à, lon ton ơi!" - "Loving you" - "Lời chưa nói" - "Lời con hứa" - "Lời ru mẹ hiền" - "Lớn rồi còn khóc nhè" - "Mẹ ơi con đã về" - "Mẹ yêu ơi" - "Mình yêu nhau đi" - "Mong manh tình về" - "Mong một lần trở về tuổi thơ" (Nhạc: "Yesterday once more" (Carpenter) - Lời Việt: Kỳ Các Thư) - "Một mình" - "Một thời đã xa" - "Mưa" - "Mưa trên phố bay xa" - "Mình cùng nhau đóng băng" - "Nàng thơ xứ Huế" - "Nàng thơ" - "Nắng có còn xuân" - "Nếu như" - "Nếu nỗi buồn là một bông hoa" - "Nếu vắng anh" - "Ngày đầu tiên đi học" - "Ngày em xa quê" - "Ngày yêu" - "Ngủ đi con yêu" (Nhạc: "Sleep Song" (Secret Garden) - Lời Việt: Lê Tự Minh) - "Ngược dòng Hương Giang" - "Người ta nói" - "Người thầy" - "Người yêu cũ" - "Nhạc khúc ban mai" - "Như bình minh bắt đầu" - "Như giấc mơ" - "Những giấc mơ dài" - "Niềm vui của em" - "Niệm khúc cuối" - "Nói chia tay thật khó" - "Nơi hạnh phúc mỉm cười"* - "Nước Ngoài" - "Phai nhoà" (lời Việt từ ca khúc Faded của Alan Walker) - "Phố cổ" - "Phía cuối con đường" - "Phiến lá tĩnh lặng" - "Phố trong mưa" - "Qua đêm nay" - "Rồi từ đây" - "Ru đêm" - "Ru ta" | - "Ru tình" - "Quê tôi" - "Sân trường ước mơ" - "Sorry I love you" - "Sợ lắm" - "Sống như những đóa hoa" - "Tạm biệt" - "Thành thị" - "Thằng cuội" - "Thằng điên" - "Thần thoại" - "Thích em hơi nhiều" - "Thiên đường gọi tên" - "Thương nhau nhé" - "Thời thanh xuân sẽ qua" - "Tuổi thơ con" - "Thư tình cuối mùa thu" - "Tiền lá" - "Tiểu thư Lọ Lem" - "Tình ca Tây Bắc" - "Tình cha" - "Tình mẹ" - "Tình cũ đã qua" - "Tình yêu tôi hát" - "Tình yêu chậm trễ" - "Trái tim không ngủ yên" - "Trăm ngàn lời thương" - "Trường Sơn Đông Trường Sơn Tây" (song ca với Tạ Quang Thắng trong Giai điệu tự hào 2014) - "Trót yêu" - "Trong lành những giấc mơ" - "Tuyết rơi đêm Giáng sinh" - "Tuổi thơ con" - "Từ đó" - "Tình thôi xót xa - "Ước mơ" - "Ước mơ tuổi 18" - "Vầng trăng khóc" - "Vệt nắng nhạt nhòa" (nhạc kết phim Hoa hồng trên ngực trái) - "Với anh" - "Vì sao" - "Việt Nam Trong Tôi Là" - "Xe đạp" (bản gốc: "Sakurairo Maukoro" của Nhật Bản) - "Xin chào Việt Nam" - "Xuân bên em" - "Xuân cười" - "Xuân ơi vui quá" - "Xuân này con không về" - "Yêu" - "Yêu thương muộn màng"* - "Yêu xa" |  |

## Danh sách chương trình
- Bữa trưa vui vẻ - VTV6
- Giọng ải giọng ai - HTV7
- Trò chơi âm nhạc - VTV3
- Bài hát đầu tiên - VTV3
- Lạ lắm à nha - VTV3
- Ký ức vui vẻ - VTV3
- Ca sĩ mặt nạ - HTV2
- Sóng - HTV2
- Học viện ngôi sao - VTV3 (Giám khảo)

và nhiều chương trình khác.